# قطارهای تحت نظر
قطارهای تحت نظر (چکی: Ostře sledované vlaky) فیلمی محصول چکسلواکی در سبک درام به کارگردانی ییری منتسل است که در سال ۱۹۶۶ منتشر شد. فیلم داستان مرد جوانی است که در یک ایستگاه قطار در چکسلواکی تحت اشغال آلمان نازی کار می‌کند. این فیلم در سال ۱۹۶۷ میلادی جایزه اسکار بهترین فیلم خارجی زبان را دریافت کرد.